# بطولة الأمم الست 2000
بطولة الأمم الستة 2000 (بالإنجليزية: 2000 Six Nations Championship)‏ هو الموسم 106 من  بطولة الأمم الستة. كان عدد الأندية المشاركة فيه  6، وفاز فيه منتخب إنجلترا الوطني لاتحاد الرغبي.